# Wyatt Sanford
Wyatt Sanford (Montreal, 3 de noviembre de 1998) es un deportista canadiense que compite en boxeo.
Participó en dos Juegos Olímpicos de Verano, en los años 2020 y 2024, obteniendo una medalla de bronce en París 2024, en la categoría de 63,5 kg. En los Juegos Panamericanos de 2023 consiguió una medalla de oro en la misma categoría.

## Palmarés internacional
| Juegos Olímpicos     | Juegos Olímpicos | Juegos Olímpicos  | Juegos Olímpicos |
| Año                  | Lugar            | Medalla           | Categoría        |
| -------------------- | ---------------- | ----------------- | ---------------- |
| 2024                 | París (Francia)  | Medalla de bronce | {63,5 kg         |
| Juegos Panamericanos |                  |                   |                  |
| Año                  | Lugar            | Medalla           | Categoría        |
| 2023                 | Santiago (Chile) | Medalla de oro    | 63,5 kg          |